# Евангел (Галанис)
Митрополи́т Ева́нгел Гала́нис (греч. Μητροπολίτης Ευάγγελος Γαλάνης; 1928, Ферапия, Турция — 22 мая 2018) — епископ Константинопольской православной церкви, митрополит Пергийский, ипертим и экзарх Памфилии.

## Биография
В 1928 году в деревне Ферапия на Босфоре. Общее образование получил в школах общин Мегало Ревма и Вланга. В 1949 году окончил Зографийскую гимназию, а в 1953 году — Халкинскую богословскую школу.
В том же году рукоположён в сан диакона и принят на службу в Константинопольскую патриархию в качестве секретаря-референта отдела по духовному служению.
В 1957 году стал делопроизводителем Священного Синода, а в 1958 году — вторым по чину диаконом Константинопольской патриархии. В 1965 году возведён в сан великого архидиакона.
Сопровождал патриархов Афинагора, Димитрия и Варфоломея в официальных поездках и пастырских визитах за рубеж. Являлся сотрудником периодических изданий Константинопольской патриархии — «Ορθοδοξία» и «Απόστολος Ανδρέας», исполнял обязанности секретаря, координатора и члена Синодальных комиссий по межхристианским и межправославным вопросам, был в составе различных официальных делегаций.
26 ноября 1970 года избран, а 30 ноября рукоположен в сан епископа и возведён в достоинство титулярного митрополита Пергийского. В 9 ноября 1976 году наречен действующим митрополитом.
Автор ряд работ, среди которых наиболее примечательны: «Εκ Φαναρίου...» (1968), «Λαός Χάριτος» (1973), «Εκ Φαναρίου Β', Αειδίνητον Όφλημα» (1997); исторические исследования «Η Πέργη της Παμφυλίας» (1983), «Ισίδωρος ο Πηλουσιώτης» (анализ его переписки, 1993) и свои поэтические сборники: «Αφιέρωμα στην Πόλη» (1970), «Εκ Φαναρίου Γ'», τα Ποιητικά (2004).
В 1983 году в Университете Аристотеля в Салониках получил степень доктора богословия.
Был одним из основателей и вплоть до своей смерти - почётным председателем Общества любителей музыки Стамбула.
Скончался 22 мая 2018 года в больнице города Стамбула после долгой болезни.